# Altiverruca navicula
Altiverruca navicula is een zeepokkensoort uit de familie van de Verrucidae. De wetenschappelijke naam van de soort is voor het eerst geldig gepubliceerd in 1913 door Hoek.